# قطعنامه ۱۵۷۲ شورای امنیت
قطعنامه ۱۵۷۲ شورای امنیت سازمان ملل متحد که در تاریخ ۰۴ نوامبر ۲۰۰۴ تصویب شد، سندی بین‌المللی دربارهٔ دیوان بین‌المللی دادگستری است. این قطعنامه طی نشست ۵۰۷۰ام تصویب شد.